# Tilton Northfield
Tilton Northfield ist ein Census-designated place (CDP) in den Towns Tilton im Belknap County und Northfield im Merrimack County im US-Bundesstaat New Hampshire. Die Volkszählung von 2020 erfasste 3.324 Einwohner. Der CDP wurde im Jahr 2008 erstmals vom Census definiert. Er umfasst die Kernorte beider Towns, die ein zusammenhängendes Siedlungsgebiet bilden.

## Lage
Der Ort liegt bei den Koordinaten 43° 26' 39.72" Nord und 71° 35' 32.70" West auf einer Höhe von 136 Metern über dem Meeresspiegel am Winnipesaukee River, entlang dessen die Grenze zwischen beiden Towns verläuft. Die 8,4 km² große Fläche des Gebietes setzt sich zusammen aus 8,1 km² Land- und 0,3 km² Wasserfläche. Durch Tilton verläuft die US-3, auf der Northfield-Seite bildet der Interstate 93 die südöstliche Begrenzung des CDP-Gebietes.